# Девушка № 6
«Де́вушка № 6» (англ. Girl 6) — кинофильм, снятый режиссёром Спайком Ли в 1995 году и выпущенный на экраны весной 1996 года.

## Сюжет
Главная героиня — малоуспешная актриса (Тереза Рэндл), обивающая пороги прослушиваний и студий Нью-Йорка. Получив самый низкий рейтинг за очередную роль и оставшись без работы, девушка решается на подработку оператором телефонных секс-услуг. В отличие от предыдущих боссов, новое начальство оказывается гораздо мягче и снисходительнее. Постепенно работа затягивает девушку настолько, что она перестаёт отличать «рабочую» жизнь от реальной, в которой у неё есть друг — сосед по комнате Джимми (Спайк Ли).

## В ролях
| Актёр                | Роль                       |
| -------------------- | -------------------------- |
| Тереза Рэндл         | девушка №6 главная героиня |
| Исайя Вашингтон      | магазинный вор             |
| Спайк Ли             | Джимми сосед               |
| Дженифер Льюис       | босс №1 Лил                |
| Деби Мейзар          | девушка №39                |
| Питер Берг           | звонящий №1 Боб            |
| Майкл Империоли      | звонящий №30               |
| Наоми Кэмпбелл       | девушка №75                |
| Гретчен Мол          | девушка №12                |
| Ричард Белзер        | звонящий №4 Бич            |
| Мадонна              | босс №3                    |
| Джон Туртурро        | агент Мюррей               |
| Квентин Тарантино    | директор №1 в Нью-Йорке    |
| Хэлли Берри          | камео                      |
| Андреа Наведо        | девушка                    |
| Джон Кэмерон Митчелл | Роб                        |
| Мекай Файфер         | камео                      |

## Производство
Фильм снимался в Лос-Анджелесе осенью 1995 года. В фильме в эпизодической роли (Босс № 3) снялась актриса и певица Мадонна. Премьера в США прошла 22 марта 1996 года, а в Европе картина появилась уже в мае, в рамках Каннского фестиваля. По всему миру этот фильм показали в 1077 кинотеатрах. В первую неделю фильм собрал 2,4 миллиона долларов, но в целом картина считается малоуспешной.
Стажёром режиссёра Спайка Ли выступил его младший брат, Малкольм Д. Ли.